# Új Modern Akrobatika
Az Új Modern Akrobatika az 1980-as évek második felében és az 1990-es évek első felében aktív művészeti formáció. Fellépéseik, akcióik performansz művészeti és zenei elemeken nyugszanak. Tagjai: feLugossy László, efZámbó István, Szemző Tibor, Szirtes János, továbbá részt vett Waszlavik Gazember László és Magyar Péter. A formáció - ugyan fellépéseik megritkultak az 1990-es évek közepe óta - nem szűnt meg, legutóbbi fellépésük 2019. december 7-én volt a Mickolci Galériában efZámbó István, feLugossy László és Szirtes János Pontos, mint az atomóra című kiállításának megnyitóján.

## Fellépéseik
1986. december 11. Kampnagel, Hamburg (az Új Modern Akrobatika elnevezés még nem létezik)
1987. január 17. Új Modern Trió, Csendes éj / Halk fény, Műcsarnok, Budapest (résztvevők: efZámbó István, feLugossy László, Szirtes János)
1987. január: Új Modern Trió, Eötvös Klub, Budapest
1987. február 20. Új Modern Trió (feLugossy László, efZámbó István, Szirtes János, Waszlavik Gazember László), Pinceszínház (Képzőművészeit Szakközépiskola), Budapest
1987. március 16. Új Modern Trió, Szentendrei Művelődési Központ, Szentendre
1987. április 11. Új Modern Trió és Vákuum koncert, Bognár Mozgás Stúdió, Budapest (efZámbó István, feLugossy László, Waszlavik Gazember László, Szemző Tibor, Szirtes János)
1987. június 2 - július 1. Szirtes János Ösvényekszeretlek c. megnyitó performansz, közreműködő: Új Modern Akrobatika, Lajos utcai Kiállítóház, Budapest, Mágikus művek c. csoportos kiállítás
Továbbá:
1987. június 26 - július 13. - Liget Galéria, Budapest, fe Lugossy László "(röhögés, bégetés, Batu Kármen, Stb.)" c. kiállítása, megnyitó az Új Modern Akrobatika előadása"
1987. július 5 - augusztus 2. - Vajda Lajos Stúdió Pinceműhely, Szentendre, "a mosónők korán ..." AKTOK - meztelen testek a modern képzőművészetben - kiállítás 63 művész munkáiból, a megnyitón: Új Modern Akrobatika, Dzsámbó Stivin Happy Dead Band (ef Zámbó HDB), Eszperantó Eszpresszó, 2. műsorrészleg, Férfi-múzsák"
1987. július 30. - Szemlőhegyi barlang, Budapest, "Hajnal 0." - Böröcz András, Révész László és Szirtes János műsora, az Új Modern Akrobatika koncertje"
1987. augusztus 20-23. Hajnal (Dawn), La Fête Permanente, documenta 8, New York Cafe, Kassel, Németország
1987. szeptember 12-20. - Roten Fabrik, Zürich, Switzerland, "Ungarn in der Roten Fabrik", szeptember 12. "Neue Ungarische Kunst", megnyitotta: Bp. Service és Új Modern Akrobatika, szeptember 15. 2. Műsor és Balkán Tourist, szeptember 17. Új Modern Akrobatika és Vágtázó Halottkémek, szeptember 18. Kampec Dolores és Global Shaman, szeptember 20. Szemző Tibor koncert"
1988. április 15 - május 6. - Ifjúsági Ház, Szeged, Szirtes János kiállítása, megnyitotta: Szemző Tibor, a megnyitón: Új Modern Akrobatika (Szirtes János, ef Zámbó István, fe Lugossy László, Szemző Tibor, Waszlavik Gazember László)"
1989. április 22. - Fiatal Művészek Klubja, Budapest, "Új Hölgyfutár Revue 06 Solid Art Minifest", részt vettek: Balaskó Jenő - Bernáth(y) Sándor lelkizenekara: Matuska S.S., Bp. Service, Bukta Imre, Garaczi László, Grandpierre Attila, Lois Ballast, Szász Gy., Szkárosi Konnektor Rt., Új Modern Akrobatika, szervezte: Szkárosi Endre"
2019. december 7. Új Modern Akrobatika, megnyitó performansz efZámbó István, feLugossy László és Szirtes János Pontos mint az atomóra c. kiállítása, Miskolci Galéria, Miskolc (efZámbó István, feLugossy László, Szemző Tibor, Szirtes János)